# Špelič
Špelič je priimek več znanih oseb:
- France Špelič (1927–2012), policist, učitelj, duhovnik in mistik
- Ines Špelič (* 1989), nogometašica in reprezentantka
- Karmen Špelič (*1969), ilustratorka
- Miran Špelič (* 1963), duhovnik, frančiškan, teolog, filolog, prevajalec in profesor
- Vida Čadonič Špelič (* 1959), veterinarka in političarka